# Реакция Фриделя — Крафтса
Реакция Фриделя — Крафтса — способ алкилирования и ацилирования ароматических соединений в присутствии катализаторов кислотного характера, например AlCl3, BF3, ZnCl2, FeCI3, минеральных кислот, окислов, катионообменных смол.
Алкилирующими агентами служат алкилгалогениды, олефины, спирты, сложные эфиры; ацилирующими — карбоновые кислоты, их галогенангидриды и ангидриды.

## Открытие реакции
Реакция Фриделя — Крафтса открыта Ш. Фриделем и Дж. Крафтсом в 1877—78 г.г.

## Механизм реакции
Реакция Фриделя — Крафтса — типичное электрофильное замещение в ароматическом ядре; роль катализатора сводится к генерации атакующей молекулы — алкил- или ацилкатиона. Ниже рассмотрены примеры взаимодействия бензола с этилхлоридом и хлорангидридом уксусной кислоты:
{\displaystyle {\mathsf {C_{2}H_{5}Cl+AlCl_{3}\rightarrow C_{2}H_{5}^{+}[AlCl_{4}]^{-}}}}
{\displaystyle {\mathsf {C_{2}H_{5}^{+}+C_{6}H_{6}\rightarrow C_{6}H_{5}C_{2}H_{5}+H^{+}}}}
{\displaystyle {\mathsf {CH_{3}COCl+AlCl_{3}\rightarrow CH_{3}CO^{+}[AlCl_{4}]^{-}}}}
{\displaystyle {\mathsf {CH_{3}CO^{+}+C_{6}H_{6}\rightarrow CH_{3}COC_{6}H_{5}+H^{+}}}}
{\displaystyle {\mathsf {H^{+}+[AlCl_{4}]^{-}\rightarrow HCl+AlCl_{3}}}}

## Применение
Алкилированием по реакции Фриделя — Крафтса в промышленности получают высокооктановые топлива, антиокислители, поверхностно-активные и душистые вещества, этилбензол (исходное вещество в производстве стирола) и др. важные продукты (см., например, кумол, тимол). Ацилирование по реакции Фриделя — Крафтса — основной метод синтеза ароматических и жирно-ароматических кетонов, многие из которых являются промежуточными продуктами в производстве фармацевтических препаратов, разнообразных красителей (например, кетон Михлера).

## Ограничения
В реакцию Фриделя — Крафтса с трудом вступают реагенты, содержащие электроноакцепторные группировки (например, -NO2) и не вступают реагенты, содержащие группировки, способные связывать кислоты Льюиса (например, -OH, -NH2(за исключением анилина)).